# Горња Врањска
Горња Врањска је приградско насељено место у Граду Шапцу у Мачванском округу. Према попису из 2022. било је 1381 становника.

## Галерија
- Сеоска школа
- Споменик у школском дворишту
- Зграда сеоске задруге
- Зграда амбуланте
- Споменик

## Историја
На благо заталасаном земљишту, на самој граници равне Мачве и таласасте Поцерине простире се питомо село Горња Врањска, које дели река Думача.
Географски је добро лоцирана, налази се на 7 км од Шапца и лежи на 2 регионална и 2 локална пута, а то су: пут Шабац-Осечина (ул. Милоша Поцерца), Шабац-Крупањ (ул. Вука Караџића), пут Горња Врањска-Варна (улица Карађорђева) и пут Горња Врањска-Јевремовац-Маови (ул. Кнеза Лазара). Граничи се са: Јевремовцем, Варном, Слатином, Вукошићем, Церовцем, Малом Врањском и Поцерским Причиновићем.
Позната је по Милошу Стојићевићу Поцерцу, поцерском кнезу и војводи из Првог српског устанка и његовој браћи војводи Јанку Стојићевићу и капетану Ђуки Стојићевићу. Милош Поцерац је прославио Горњу Врањску у целој тадашњој Србији, и Враштани су њему у захвалност подигли споменик који се налази на центру Горње Врањске у дворишту основне школе. Милошево име носе Фудбалски клуб и главна улица.
У центру села налази се осморазредна Основна школа „Стојан Новаковић“. Настава се одвија у две смене у седам учионица од којих једну заузима припремна предшколска група „Звончићи“. Ова школа годишње има око 220 ученика. Похађају је и ученици из суседног села Заблаће.

### Праисторија - неолит - винчанска култура
Географско-топографске погодности овога краја, учиниле су да се човек у њему врло рано настани. Утврђено је да је Горња Врањска, а и читаво ово подручје било насељено и у доба неолита; за палеолит и мезолит, то није могло бити сигурно доказано. Прва насеља на подручју Горње Врањске постојала су пре 3600. п. н. е. на локалитетима Подрумине и Јусуповац.
Мачва и Поцерина биле су најпривлачније за насељавање у време земљорадничке привреде; са друге стране – погодност им је била и зато што је њихово становништво услед већих немира могло повући у брдске крајеве, и остала брда и брежуљке одакле се лако пружао добар отпор бројним освајачким племенима.

### Средњи и млађи неолит – винчанска култура
Насеља винчанске културе подизана су на обалама река, мањим узвишењима и поред потока који ни преко лета не пресушују. Као по правилу ова насеља почињу са земуницама и сојеницама са једном или више ћелија. Велики број насеља на овој територији у овој фази њеног развоја, показује да је сваки део земљишта одговарао посебним условима за насељавање, био искоришћен. Густина насељености је била тако да је на сваких 6-7 километара постојало једно насеље. Такво насеље постојало је и у Горњој Врањској на локалитету Подрумине и Јусуповац.

### Настанак села
Горња Врањска се први пут помиње 1533. године. Према попису становништва од 1533. године у Шабачком округу је било 68 села и 11 мезера (мезер – заселак у коме се обрађивало земљиште) који су временом прерасли у села. Чешљугар је имао 5 кућа. Порез за тих пет кућа био је 780 акчи. Статус села су добили 1548. године са 12 кућа и са порезом од 1000 акчи. Од ових 12 кућа, три су биле муслиманске: 1. Алијина; 2. Хусеинова (Алијин син) и 3. Велијина (Махмудов). По Алијинаом сину Јусуфу део села се и данас зове „Јусуповац“. Становништво се бавило ратарством и то: пшеницом и просом. Јединица за мерење жита се звала „Кејла“ = 33 оке (1 ока 1,3кг) тј 43 kg. Четири кајле су чиниле товар. Цене су биле: пшеница 32 акче, просо 22, јечам 18, зоб 14 акчи. Доста су се гајили лан и конопља. Било је заступљено сточарство и виноградарство, а нарочито и пчеларство. Старешина села се звао Примићур. По попису из 1604. године имали смо 29 кућа (26 хришћанских и три муслиманске). Највећа села била су Букор 49, Криваја 39, Синошевић 34, Варна 10, Мишар 9, Црниљево 9. По попису из 1822. године Врањска има 74 куће, Варна 74, Криваја 68, Букор 60, Јаловик 106, Липолист 121, Прњавор 176, Богатић 186, Бадовинци 187... У попису из 1600-1604. имала је 29 кућа и једну баштину. У то време Горња и Мала Врањска биле су једно село под именом Чешљугар. Један аустријски официр је 1786. године прокрстарио путевима нашег краја. Према његовим извештајима територија је била већим делом под шумом. Прошао је и кроз Горњу Врањску, а тада су Враштани гајили пшеницу, а од стоке највише свиње. Током 18. века становништво овог краја досељавало се махом из Црне Горе. Важан продукт у тадашњој структури био је пчелињи мед. У Аустро-турском рату 1788. године Шабачку тврђаву запосела је девета компанија шабачког граничног фрајкора и нешто сталне војске, укупно три хиљаде људи. По завршетку рата 1791. године Турци су поново запосели ово подручје. По завршетку првог и другог српског устанка, 1830. године са сарађивањем политичко-економских односа између Србије и Турске, повећава се густина насељености овог и околних села. Тада се развија привреда, трговина, граде се нови путеви. Уследио је и Други светски рат. Многи Враштани су прешли Солунски фронт. Тако су жене, стари и деца били носиоци сеоских домаћинстава. Многа домаћинства су остала без својих домаћина, али вредни укућани нису дозволили да им се дуговековна огњишта затру. Крајем 1930-тих, село су сматрали примерним по културном напретку. По завршетку Другог светског рата, Горња Врањска је као једно од најнапреднијих села имала своју самосталну општину која је постојала све од 1886. до 1954. године када се припојила општини Шабац.
Сада Горња Врањска има око 1500 становника и око 500 домаћинстава.

## Село данас
Горња Врањска је данас једно од модернијих и најразвијенијих села Шабачке општине. Село се налази јужно од Шапца, на удаљености око 7 км од града на регионалном путу Шабац - Осечина. По последњим пописима у селу има око 500 кућа. Интересантно је рећи да млади остају на селу, јер се 80% становништва бави пољопривредом. Најразвијеније је повртарство и сточарство. Свињарство је главна грана сточарства, тако да се више од 50% становништва бави овом производњом. У последњих неколико година већи део улица је асфалтиран средствима  мештана и помоћи Владе Републике Србије. У селу постоји осмогодишња школа, дом културе, здравствена и две ветеринарске амбуланте. Прва школа у селу је прорадила 1865. године. Ускоро треба да прође и градска вода, јер за село од 1500 становника то је неопходно. Комуникација са градом није на високом нивоу, јер приградски саобраћај обавља један приватни превозник у врло несталним временским интервалима. Поред фудбалски тима, фолклора и каратеа за децу, постоји и ловачка секција.
Овде се налази Црква Светог пророка Илије у Горњој Врањској.

## Демографија
У насељу Горња Врањска живи 1259 пунолетних становника, а просечна старост становништва износи 39,2 година (37,9 код мушкараца и 40,5 код жена). У насељу има 452 домаћинства, а просечан број чланова по домаћинству је 3,50.
Ово насеље је великим делом насељено Србима (према попису из 2002. године), а у последња три пописа, примећен је пад у броју становника.
|  |

| Демографија | Демографија | Демографија |
| Година      | Становника  | Становника  |
| ----------- | ----------- | ----------- |
| 1948.       | 1.772       |             |
| 1953.       | 1.855       |             |
| 1961.       | 1.731       |             |
| 1971.       | 1.565       |             |
| 1981.       | 1.671       |             |
| 1991.       | 1.627       | 1.610       |
| 2002.       | 1.582       | 1.630       |

| Етнички састав према попису из 2002.‍ | Етнички састав према попису из 2002.‍ | Етнички састав према попису из 2002.‍ | Етнички састав према попису из 2002.‍ | Етнички састав према попису из 2002.‍ |
| ------------------------------------ | ------------------------------------ | ------------------------------------ | ------------------------------------ | ------------------------------------ |
|                                      |                                      |                                      |                                      |                                      |
| Срби                                 | Срби                                 |                                      | 1.530                                | 96,71%                               |
| Роми                                 | Роми                                 |                                      | 31                                   | 1,95%                                |
| Руси                                 | Руси                                 |                                      | 3                                    | 0,18%                                |
| Југословени                          | Југословени                          |                                      | 2                                    | 0,12%                                |
| Хрвати                               | Хрвати                               |                                      | 1                                    | 0,06%                                |
| Македонци                            | Македонци                            |                                      | 1                                    | 0,06%                                |
| непознато                            | непознато                            |                                      | 5                                    | 0,31%                                |

| Година пописа     | 1948. | 1953. | 1961. | 1971. | 1981. | 1991. | 2002. |
| ----------------- | ----- | ----- | ----- | ----- | ----- | ----- | ----- |
| Број домаћинстава | 348   | 383   | 402   | 386   | 442   | 447   | 452   |

| Број чланова      | 1  | 2  | 3  | 4  | 5  | 6  | 7  | 8 | 9 | 10 и више | Просек |
| ----------------- | -- | -- | -- | -- | -- | -- | -- | - | - | --------- | ------ |
| Број домаћинстава | 72 | 94 | 76 | 77 | 63 | 46 | 11 | 7 | 3 | 3         | 3,50   |

| Пол    | Укупно | Неожењен/Неудата | Ожењен/Удата | Удовац/Удовица | Разведен/Разведена | Непознато |
| ------ | ------ | ---------------- | ------------ | -------------- | ------------------ | --------- |
| Мушки  | 646    | 177              | 427          | 25             | 14                 | 3         |
| Женски | 672    | 105              | 433          | 114            | 17                 | 3         |
| УКУПНО | 1.318  | 282              | 860          | 139            | 31                 | 6         |

| Пол    | Укупно                    | Пољопривреда, лов и шумарство | Рибарство                            | Вађење руде и камена | Прерађивачка индустрија       |
| ------ | ------------------------- | ----------------------------- | ------------------------------------ | -------------------- | ----------------------------- |
| Мушки  | 406                       | 261                           | 0                                    | 0                    | 49                            |
| Женски | 243                       | 184                           | 1                                    | 0                    | 23                            |
| УКУПНО | 649                       | 445                           | 1                                    | 0                    | 72                            |
| Пол    | Производња и снабдевање   | Грађевинарство                | Трговина                             | Хотели и ресторани   | Саобраћај, складиштење и везе |
| Мушки  | 3                         | 20                            | 19                                   | 1                    | 18                            |
| Женски | 0                         | 0                             | 19                                   | 2                    | 1                             |
| УКУПНО | 3                         | 20                            | 38                                   | 3                    | 19                            |
| Пол    | Финансијско посредовање   | Некретнине                    | Државна управа и одбрана             | Образовање           | Здравствени и социјални рад   |
| Мушки  | 0                         | 3                             | 14                                   | 3                    | 1                             |
| Женски | 1                         | 0                             | 0                                    | 4                    | 5                             |
| УКУПНО | 1                         | 3                             | 14                                   | 7                    | 6                             |
| Пол    | Остале услужне активности | Приватна домаћинства          | Екстериторијалне организације и тела | Непознато            | Непознато                     |
| Мушки  | 5                         | 0                             | 0                                    | 9                    | 9                             |
| Женски | 0                         | 0                             | 0                                    | 3                    | 3                             |
| УКУПНО | 5                         | 0                             | 0                                    | 12                   | 12                            |